# Ca Palau
Ca Palau és una obra modernista de la Masó (Alt Camp) inclosa a l'Inventari del Patrimoni Arquitectònic de Catalunya.

## Descripció
Edifici entre mitgeres, de planta baixa i dos pisos. A la planta baixa molt modificada, es troba la porta d'accés, d'arc escarser i emmarcada per carreus regulars. Al primer pis hi ha un balcó corregut amb dues obertures i un balcó a cada costat. Al segon pis hi ha cinc obertures rectangulars. L'acabament de l'edifici se soluciona mitjançant una barana de forma sinuosa. Damunt de les obertures dels balcons hi ha una decoració floral de gust modernista. El material utilitzat és la pedra i la façana es troba arrebossada, amb pintura que imita carreus.

## Història
L'edifici ha experimentat modificacions reflectides exteriorment a la planta baixa i al terrat, on s'ha afegit una nova construcció.